# Nahua azteca
Nahua azteca är en tvåvingeart som först beskrevs av Lane 1959.  Nahua azteca ingår i släktet Nahua och familjen sorgmyggor. Inga underarter finns listade i Catalogue of Life.